# 山本進一記念賞
山本進一記念賞（やまもとしんいちきねんしょう,YAMAMOTO Shinichi Memorial Prize）とは、岡山大学名誉教授で名古屋大学名誉教授、研究大学コンソーシアム（RUC）全体会議初代議長、一般社団法人リサーチ・アドミニストレータースキル認定機構初代機構長で、著名な農学者の山本進一博士（専攻：森林科学。特に森林生態学、森林生命科学）を記念して、2024年に創設されたチームなどの団体に与える賞である。

## 概要
山本進一博士は、わが国の大学・研究機関等における研究開発マネジメントの体制強化、そして大学の枠をこえて、リサーチ・アドミニストレーター（URA）をはじめとする研究開発マネジメント人材の育成と地位向上に、先駆的に務めてきた。また、研究大学コンソーシアム全体会議の初代議長として、さらに、URAスキル認定機構の初代機構長として、文部科学省などの中央官庁との対話の中で、URA等の制度確立、大学での雇用と地位向上にむけた様々な施策に対し、強いリーダーシップを発揮した実績があり、現在のわが国の研究開発マネジメント人材、そして組織を形作った功労者の一人である。
これらの山本進一博士の多大な功績を称え、わが国の大学・研究機関等における研究開発マネジメントに関する好事例及びそのチーム（URAや技術職員、研究者、事務職員など）を表彰する表彰制度案について、研究大学コンソーシアム加盟大学である名古屋大学、岡山大学、豊橋技術科学大学（いずれも山本進一博士が理事・副学長を務めた国立大学法人）から提案がなされた。その後、研究大学コンソーシアムにおいて検討され、2024年9月に山本進一記念賞が創設された。
なお本賞は、個人ではなく、大学・研究機関などの組織におけるチーム・団体を対象とした賞である。

## 本表彰制度が目指すもの
- 各大学・研究機関等における好事例の取り組み及び先導する人材の存在等を広く全国に伝える。
- 取り組みを実施してきたチームのモチベーションを高めるとともに、広く認知度の向上を図る[6]。

## 募集対象
- 大学・研究機関における研究開発マネジメントの他に類を見ない先駆的な取り組みであり、かつ、日本の科学技術イノベーションのロールモデルとなる他大学等にも参考となる好事例であること。
- 大学・研究機関や分野の枠をこえた連携を推進する取り組みや、新たな発想・手法等による取り組みであること。
- 当該取り組みの推進により、大学等の研究力強化、ひいては日本の研究力強化につながる取り組みであること[7]。

## 応募要件
- 申請代表者は、応募時点で国内の大学等（大学共同利用機関や研究機関等を含む）に所属していること。
- 自薦他薦は問わないが、推薦者を明記すること。
- 大学や研究機関において創出された研究開発マネジメントの好事例であること。
- 応募対象となる好事例は、その活動が終了して4年以内であること、または、活動進行中であり今後の発展が期待できるものであること。
- 応募前に応募する好事例のチーム全員からの承諾があること。
- 反社会的勢力又はそれに関わる者との関与がないこと。
- 応募内容については、他者の権利や特許等を侵害していないこと、または係争中でないこと[7]。

## 表彰の種類
＜第1回：実施中（公募期間：2024年10月1日（火）～2024年11月29日（金））＞
- 山本進一記念賞のほか、表彰委員会において特別に表彰する特別賞を設けることが可能。なお、受賞数は山本進一記念賞及び特別賞で若干の予定。

## 表彰委員会
下記の山本進一記念賞表彰委員会の審査員で審査が行われる。
- 阿部弘（国立大学法人北海道大学 副理事・URA統括）
- 山口淳（国立大学法人東海国立大学機構名古屋大学 学術研究・産学官連携推進本部 研究支援・人材育成部門 部門長）
- 大森清人（国立大学法人富山大学 学術研究・産学連携本部 教授）
- 滝川浩史（国立大学法人豊橋技術科学大学 副学長）
- 佐藤法仁（国立大学法人岡山大学 副理事・副学長・上級URA）
- 前波晴彦（大学共同利用機関法人自然科学研究機構 共創戦略統括本部 特任准教授）

## 審査評価項目
現時点で非公開。

## 歴代受賞者
＜第1回：実施中（表彰式：表彰式は、2025年2月19日（水）の研究大学コンソーシアム・シンポジウムまたは全体会議にて実施予定）＞

## 事務局
研究大学コンソーシアム 山本進一記念賞事務局（岡山大学・自然科学研究機構）